# National Airlines-vlucht 102
National Airlines-vlucht 102 was een vrachtvlucht door National Airlines tussen de vliegbasis  Bagram in Afghanistan en Al Maktoum International Airport in Dubai. Op 29 april 2013 stortte het vliegtuig kort nadat het vanaf Bagram opsteeg, neer. Alle zeven bemanningsleden kwamen om het leven.

## Toestel
Het toestel dat betrokken was bij de crash was een Boeing 747-428BCF geregistreerd onder serienummer 25630. Het maakte zijn eerste vlucht in 1993 als passagiersvliegtuig en werd een aantal jaar later omgebouwd tot vrachtvliegtuig. Ten tijde van de crash vloog het toestel voor de Air Mobility Command van de Amerikaanse luchtmacht.

## Ongeval
Ten tijde van het ongeval vloog de maatschappij net een maand tussen Bagram en Dubai. Het toestel steeg om 15:30 uur Afghaanse tijd (11:00 uur UTC) op vanaf baan 03. Het bevond zich op 1200 voet (circa 370 meter) toen de neus van het toestel scherp omhoog ging. Een bemanningslid meldde via de radio dat een aantal van de militaire voertuigen die het toestel vervoerde, was verschoven. Hierop overtrok het toestel en stortte het neer. De plek van het ongeval was net na het einde van baan 03 en bevond zich op het terrein van de vliegbasis.
De zeven bemanningsleden, allen afkomstig uit de Verenigde Staten kwamen bij de crash om het leven: vier piloten, twee technici en een loadmaster.
Hoewel woordvoerders van de Taliban betrokkenheid bij de crash opeisten, bleek uit communicatie tussen de crew dat het toestel neerstortte als gevolg van verschoven lading. Hierdoor beschadigden waarschijnlijk twee hydraulische systemen, waardoor het hoogteroer van het toestel onvoldoende bij machte was om de pitch-upneiging van het toestel tegen te gaan en het toestel in een  overtrek raakte en neerstortte. Een automobilist in de buurt van de startbaan bleek de stall en crash te hebben opgenomen; de video is online beschikbaar.

## Onderzoek
De National Transportation Safety Board en de Afghanistan Civil Aviation Authority onderzochten de crash. CNN meldde dat hoewel de organisatie van het onderzoek in Afghaanse handen was, de benodigde expertise van de NTSB en mogelijk van Europese onderzoeksinstellingen kwam.

## Gevolgen
De crash zorgde voor vertraging bij het terugtrekken van troepen van het leger van Nieuw-Zeeland uit Afghanistan, dat een aantal uur na de crash zou beginnen - ook met een toestel van National Airlines. De legerleiding stelde het gebruik van toestellen van National Airlines voor onbepaalde tijd uit.